# Liste des lacs et mers intérieures de la Terre du Milieu
Cet article liste les lacs et mers intérieures de la Terre du Milieu, dans le legendarium de l'écrivain britannique J. R. R. Tolkien.

## Beleriand

### Mithrim
Le lac Mithrim était situé au sud-est de l'Hithlum dans le Beleriand. Il y est fait référence comme le lac au nord du Beleriand où les Ñoldor s'installèrent en revenant sur la Terre du Milieu. Les Fils de Fëanor sur la rive nord, et l'armée de Fingolfin sur la rive sud.
La région dans laquelle se trouve le lac s'appelle également Mithrim, ainsi que la chaîne de montagnes qui séparait Mithrim de Dor-lómin, à l'ouest.

## Terre du Milieu

### Kheled-zâram
Le Kheled-zâram, ou « Lac du Miroir », est situé dans les Monts Brumeux, non loin de l'entrée orientale de la Moria. Le Celebrant y prend sa source. Le chant de Gimli dans la Moria relate comment Durin, l'un des Sept Pères des Nains et fondateur de la Moria, contempla son reflet dans le Lac du Miroir et vit sa tête surplombée de sept étoiles. Lorsque Frodon, Sam et Gimli regardent à leur tour dans les eaux du Lac, ils ne voient pas leurs reflets, mais uniquement les montagnes alentour et les étoiles.
Balin se fait tuer par un Orque pendant qu'il se contemplait dans le Lac.
« Lac du Miroir » est probablement une traduction plus ou moins proche du terme khuzdul Kheled-zâram, avec kheled « verre » (à l'origine du mot sindarin heledh désignant cette matière) et donc zâram « lac ».

### Nenuial
On dit qu’après la Guerre de la Colère, Galadriel et Celeborn traversèrent l’Eriador depuis le Lindon avec de nombreux Noldor à leur suite, ainsi que Sindar et les Elfes Verts ; et pendant un certain temps, ils demeurèrent dans la campagne autour du lac Nenuial. Ils sont partis pour l'Eregion en 750 du Second Age.
Au Deuxième Âge, il y avait des Edain vivant autour du lac Evendim, dont certains rencontrèrent les Númenóréens lorsqu’ils retournèrent pour la première fois en Terre du Milieu,.
Après la chute de Númenor, Elendil établit la capitale d’Arnor, Annúminas, sur la rive sud du lac en 3320 du Second Age.
En 1975 T.A., la bataille de Fornost s’est déroulée dans la plaine entre le lac Evendim et les Hauts du Nord entre l’Armée de l’Ouest et les forces d’Angmar.
En Q.A. 15 Le roi Elessar partit de Minas Tirith pour passer quelque temps au bord du lac.
Le lac Evendim est une traduction du sindarin nenuial, littéralement « lac du crépuscule », de nen (« eau », en particulier les lacs, les bassins et les petites rivières) + uial ("crépuscule").

### Nen Hithoel
Nen Hithoel (« Lac des brumes froides » en sindarin) est le lac formé par l'Anduin au cœur de l'Emyn Muil. Il se déverse au sud par les chutes du Rauros.

### Mer de Núrnen
Parfois appelée « lac Núrnen », il s'agit d'une grande étendue d'eau située au Mordor.